# Paul Gueu
Paul Gueu est un réalisateur, scénariste et assistant réalisateur français. Il est le mari de Valérie Bonnier, romancière et scénariste.

## Carrière
Il commence sa carrière dans les années 1980 en tant que régisseur sur des ouvrages comme Les Sous-doués en vacances de Claude Zidi, ou Charlotte for Ever de Serge Gainsbourg, L'Été 36 d'Yves Robert, Péril en la demeure, et le Paltoquet, de Michel Deville.
Il devient ensuite premier assistant réalisateur sur des productions importantes des années 1990, avec notamment des collaborations avec Claude Lelouch dans Itinéraire d'un enfant gâté, Il y a des jours... et des lunes (1989) et La belle histoire (1991), Philippe Broca Les Clés du paradis (1991), ou encore Jean-Marie Poiré avec Opération Corned Beef (1990) et son plus gros succès Les Visiteurs (1992). Il poursuit sa carrière avec d'autres réalisateurs au cinéma et à la télévision (Vadim, Patrick Timsit, Patrick Braoudé, Isabelle Nanty…)
Même s'il continue d'être premier assistant réalisateur, il réalise et scénarise lui-même des téléfilms comme Deux mamans pour Noël, une comédie de 90 minutes diffusée en 1998. 
Il se tourne aujourd'hui plus vers la réalisation de spots (comme celui pour la journée du refus de la misère intitulé Aide à toute détresse) ou la webmasterisation de sites internet. Il donne également des interventions et des cours dans différentes structures de l'audiovisuel en France, à l'ORCCA (Office Régional Culturel de Champagne-Ardenne), à la Maison du Film Court (MFC) de 2003 à 2013 ou encore au Centre Européen de Formation à la Production de Films (CEFPF).